# 'Ndrina Mancuso
(Relazione semestrale del 2008 della DIA)
I Mancuso sono una 'ndrina di Limbadi e Nicotera considerata dagli organi investigativi come la cosca più influente della provincia di Vibo Valentia (infatti le altre 'ndrine del vibonese sono considerate cosche "satelliti" che gravitano attorno ai Mancuso) ma hanno influenze anche nel reggino grazie all'alleanza con i Varone di Maropati, i Morabito di Africo e Brancaleone, i Piromalli di Gioia Tauro e i Pesce di Rosarno, nel lametino hanno contatti con il gruppo Torcasio-Giampà e nel crotonese dove hanno legami con il clan Arena di Isola Capo Rizzuto. Hanno contatti con le famiglie di Cosa Nostra, con le FARC colombiane e le Autodefensas Unidas de Colombia (AUC). Al nord Italia sono presenti nell'hinterland nord di Milano, in particolare a Monza, Novara e nei comuni di Giussano, Seregno, Verano Brianza e Mariano Comense, sono presenti anche in Piemonte (Torino) ed Emilia-Romagna (Parma e Bologna), al centro Italia sono presenti nel Lazio e in Toscana; la 'ndrina è attiva anche all'estero in particolare in Togo dove cura la sua principale attività criminale infatti l'Africa rappresenta (secondo la DIA anno 2012) il nuovo centro logistico per il traffico internazionale di cocaina. Definito da Giuseppe Lumia, l'ex presidente della Commissione parlamentare antimafia, come il clan finanziariamente più potente d'Europa.

## Attività criminali
Principale business criminale della cosca è il traffico internazionale di sostanze stupefacenti confermato dall'importantissima operazione di polizia "Decollo" del 2004, la relazione del ministro dell'interno della DIA anno 2008 dichiara: "I Mancuso operano nel florido settore del traffico di cocaina, dove sono riusciti ad acquisire un notevole peso, assicurandosi un
canale privilegiato con i cartelli colombiani, con i narcotrafficanti
spagnoli, spingendosi sino in territorio australiano", seguono le estorsioni, l'usura; molto importante per la cosca è anche il settore degli appalti pubblici tanto che una relazione sulla sanità vibonese da parte della Guardia di Finanza nel 2007 sosteneva: L'influenza dei Mancuso si è evidenziata anche nel settore dei lavori pubblici aggiudicati mediante appalti; ciò ha attribuito loro i connotati tipici di una formazione mafiosa a elevata vocazione economico-finanziaria; la 'ndrina pratica anche attività di riciclaggio dei suoi proventi illeciti in particolare nel contesto turistico alberghiero come dichiara la relazione del ministro dell'interno al parlamento sull'attività della DIA del 2007; la consorteria criminale è riuscita a infiltrarsi anche all'interno della pubblica amministrazione, infatti lo scioglimento del consiglio comunale di Nicotera del 2010 è dovuto anche al condizionamento esercitato dalla 'ndrina e ai suoi collegamenti con amministratori e dipendenti comunali come si ricava dalla relazione del prefetto di Vibo Valentia allegata al decreto di scioglimento.

## Struttura
Secondo il pentito Andrea Mantella alcuni membri della 'ndrina possiederebbero la dote di medaglione, una delle doti apicali della gerarchia 'ndranghetista.
Secondo i risultati dell'indagine "Rinascita-Scott" del 2019 il pentito Luigi Bonaventura afferma che durante una riunione a Polsi il locale di Limbadi di cui i Mancuso fanno parte e sono egemoni è stato riconosciuto dal Crimine e quindi tutti gli altri locali e 'ndrine del vibonese avrebbero avuto un ruolo di secondo piano.
In passato con le inchieste "Tirreno" e "Mafia delle tre province" invece i Mancuso facevano riferimento alle locali di Catanzaro.
Sempre dalle carte dell'inchiesta tra il 2014 e il 2017 emergerebbe il ruolo apicale di Luigi Mancuso nel mandamento tirrenico, deducendo quindi che i Mancuso e quindi il locale di Limbadi fanno riferimento a questa sovrastruttura.

## Storia

### Anni '70 - Il coinvolgimento nella faida di San Gregorio d'Ippona
L'ascesa dei Mancuso inizia nel 1977 dopo la morte del boss Antonio Zoccali di Vibo Valentia: supportarono la 'ndrina dei Fiarè di San Gregorio d'Ippona durante la faida contro la famiglia Pardea sempre di Vibo Valentia. Dopo la faida ottengono la supremazia della zona grazie ai loro collegamenti con le famiglie dei Piromalli e dei Pesce, con le quali stipulano un patto federativo e sempre grazie all'alleanza con questi importanti casati mafiosi i Mancuso entrano anche nell'affare del Porto di Gioia Tauro e del v centro siderurgico che doveva sorgere negli anni '70 nella piana di Gioia Tauro, la 'ndrangheta si doveva occupare del trasporto della terra e materiali inerti (in base agli accordi raggiunti con le imprese appaltatrici dei lavori) che servivano per la costruzione del distretto industriale e a tal fine Gioacchino Piromalli (a capo di un consorzio mafioso di oltre cento imprese di trasporto materiali) incarica Francesco Mancuso di acquistare a costo irrisorio trenta lotti a ridosso della cava di Limbadi (regno dei Mancuso) sito quest'ultimo da cui si ricavavano i materiali.

### Anni '80: L'emergere dei Mancuso nel vibonese e lo scioglimento per mafia del comune di Limbadi
Dal 1983 i Mancuso riescono a emergere come cosca e quindi contemporaneamente e progressivamente a fare arretrare i Piromalli dal vibonese, in particolare dall'area di Nicotera e Limbadi.
Uno di questi segnali fu lo scioglimento per mafia di Limbadi nel 1983, il primo comune d'Italia a subire questo trattamento anche se ancora non esisteva la legge contro le infiltrazioni mafiose negli enti locali. A sciogliere l'ente comunale, fu l'allora Presidente della repubblica Sandro Pertini perché risultò primo degli eletti il capobastone di Limbadi Francesco Mancuso, conosciuto come "Don Ciccio", uno degli storici perni centrali dell'omonima famiglia in cui prese potere assoluto negli anni '60 e '70, temuto e rispettato in tutto il territorio calabrese. Periodo in cui il capobastone della cosca era sottoposto alla misura di sorvegliato speciale di pubblica sicurezza, ma latitante durante la campagna elettorale e al momento del voto, con specifici precedenti penali per estorsione, associazione mafiosa, detenzione e porto abusivo di armi, lesioni, reati contro il patrimonio e altro. Inoltre all'interno del consiglio comunale risultavano eletti soggetti ritenuti pienamente inseriti nell'organizzazione criminale del potente capobastone Francesco Mancuso. L'ente venne subito sciolto per motivi di ordine pubblico ad appena una settimana di distanza dalle elezioni amministrative.

### Anni '90 - Cosa Nostra, la faida di Laureana e l'operazione Tirreno
Nel 1991 il boss Giuseppe Mancuso per aiutare la 'ndrina dei Cutellè di Laureana di Borrello in faida con i Chindamo ordina l'omicidio di Vincenzo e Antonio Chindamo; l'11 maggio Pasquale Pititto e Michele Iannello di San Giovanni in Mileto compiono il fatto uccidendo però solo il primo.
L'importanza dei Mancuso nell'ambito della 'ndrangheta calabrese si nota da un altro particolare molto importante: nell'estate del 1992 (nel piano dell'attacco di Cosa Nostra allo stato) i Corleonesi proposero alla 'ndrangheta di sferrare un attacco unitario alle istituzioni italiane, tale richiesta venne discussa da Giuseppe De Stefano e respinta dal potente Boss (Luigi Mancuso) di Limbadi nel residence Sayonara di Nicotera (in provincia di Vibo Valentia). Fu lì che si discusse il progetto dei siciliani di dichiarare guerra allo stato, attaccando sistematicamente le caserme dei carabinieri situate nei piccoli paesi, più facili da assaltare in quanto presiedute da un numero ristretto di militari dell'arma. Erano presenti: Luigi Mancuso, Giuseppe De Stefano, Pino Pesce (che introdusse il discorso parlando a nome dei Piromalli), Franco Coco Trovato, Santo Carelli, Franco Pino, Giuseppe Farao ed i Meringola-Cataldo di Cirò. Alla fine passò all'unanimità la posizione di Luigi Mancuso di non aderire alla proposta dei Corleonesi.
Nel 1993, invece scatta l'operazione Tirreno nei confronti dei Piromalli, dei Molè e degli Stillitano che porta alla luce le relazioni con le cosche della piana di Gioia Tauro e dei Mancuso capeggiati da Luigi e Giuseppe Mancuso.

### Anni 2000: le operazioni Dinasty e Odissea e il caso Ceravolo
Vincenzo Ceravolo, imprenditore in ambito ittico del vibonese diviene il primo imprenditore a denunciare un membro dei Mancuso, accusò Pantaleone Mancuso detto Luni di avergli estorto denaro sin dal 1983. Dal 2003 gli viene concessa la scorta. Continua a subire incendi sia contro le proprietà della sua impresa, gli vengono bruciati capannoni e rotte le reti per l'allevamento dei tonni, che direttamente la sua abitazione.
I Mancuso hanno tuttora, il predominio criminale su tutta la provincia di Vibo Valentia, ma da un'indagine del 2003 (Dinasty - Affari di Famiglia) dimostra che la tradizionale struttura della cosca, ufficialmente coesa, è in realtà segnata da diverse lacerazioni nate per la gestione e il controllo del territorio. Questa situazione con il passare degli anni ha portato a una frattura della 'ndrina e a causa di un episodio molto grave che maturò nel contesto, l'omicidio di un esponente del potente clan, si è scissa in tre principali ramificazioni attualmente capeggiate rispettivamente da Francesco Mancuso, Diego Mancuso e Cosmo Mancuso. L'inchiesta "Dinasty" evidenziò le divisioni tra le varie articolazioni della famiglia Mancuso; c'erano contrasti in famiglia, ma fino a quell'agguato c'era sempre stato un accordo che nessuno dei Mancuso doveva morire e al massimo si sarebbero colpiti i soldati.
A luglio 2003 avviene il tentato omicidio di Francesco Mancuso detto Tabacco. A ottobre 2003 l'operazione di polizia "Dinasty-Affari di Famiglia", dove vengono arrestate decine di persone tra capi e gregari del clan Mancuso di Limbadi assieme a numerosi esponenti delle cosche "satelliti" della provincia di Vibo Valentia. Nel 2004 si conclude l'operazione di polizia "Decollo" contro il traffico internazionale di sostanze stupefacenti, coinvolte le famiglie dei Mancuso di Limbadi e dei Pesce di Rosarno.
Il 14 giugno 2006 sono stati sequestrati in un garage di Seregno (MB), pistole mitragliatrici, armi comuni lunghe e corte, munizioni da guerra e comuni, bombe a mano e altro, con il conseguente arresto nella flagranza di reato di Salvatore Mancuso di Limbadi.
Il 19 settembre 2006, dopo l'operazione "Odissea", vengono arrestate trentacinque persone dalla DIA di Catanzaro contro gli affiliati della cosca Mancuso e i La Rosa di Tropea. Accusati di Associazione mafiosa, estorsione, usura e altro, fino a cinquanta capi d'accusa. Si pensa anche che un certo Francesco Mancuso fosse capace di condizionare i sindaci di alcuni comuni e di infiltrarsi nella produzione della fiction “Gente di mare” girato dalla Rai a Tropea.
Nel 2006 tramite l'operazione della polizia "Dinasty 2 - Do ut des" sono state arrestate su 45 persone molti esponenti della cosca Mancuso, assieme a politici, imprenditori e magistrati.
Il 27 marzo 2008 viene ucciso Rocco Cristello a Verano Brianza, probabilmente per il fallito guadagno di oltre 40 milioni di euro per la 'Ndrina. Stava seguendo infatti l'affare del cinema multisala in collaborazione con i cinesi di Song Zhicai.
L'11 febbraio 2009 il boss Pantaleone Mancuso viene condannato a 14 anni di carcere per estorsione aggravata con modalità mafiosa verso alcuni imprenditori del vibonese. A marzo è scarcerato.
Il 3 settembre 2009 vengono arrestati Roberto e Giuseppe Piccolo a Gioia Tauro, dopo una latitanza di 5 mesi. Insieme a loro c'erano Vincenzo Larosa e Cosimo Romagnosi, forse vicini ai Piromalli.

### 2010 - Operazione Giardini Segreti, Overting, Stammer, Rinascita-Scott e il primo pentito della famiglia
- Il 12 marzo 2011 viene ucciso a San Calogero Vincenzo Barbieri, ritenuto dagli inquirenti uno dei più importanti narcotrafficanti della 'ndrangheta al servizio del clan Mancuso, coinvolto nell'operazione antidroga Decollo del 2004[52][53][54].
- 2 dicembre 2011: operazione Rubamazzo contro i Mancuso e gli Anello-Fiumara[55][56].
- Dal 2012 la relazione della Direzione Nazionale Antimafia espone che i Mancuso sono tra le 'ndrine meno propense ad accettare l'autorità del Crimine reggino, motivo per cui altre meno potenti del vibonese come gli Anello, i Fiumara, gli Emanuele di Gerocarne, i Vallelunga, i Tassone, i Mantella, i Bonavota e i Piscopisani cercano appoggio nei Commisso, influente cosca di Siderno con ruoli di spicco nel Crimine[57].
- Il 4 luglio 2012 viene arrestato il boss anziano della famiglia, Antonio Mancuso, 75 anni, i carabinieri hanno dato esecuzione a un'ordinanza della Corte d'appello di Catanzaro emessa a seguito della sentenza definitiva della Corte di cassazione che condanna il boss a 1 anno e 5 mesi di reclusione per reati di stampo mafioso. Mancuso al momento dell'arresto si trovava a Limbadi in una villa munita di sistema di videosorveglianza[58][59].
- Il 21 luglio 2012 viene scarcerato dopo 19 anni di reclusione, il boss Luigi Mancuso, condannato nei processi Tirreno e Countdown per droga e associazione mafiosa, il boss doveva scontare 30 anni di carcere, ridotti a 23 a seguito dell'incidente di esecuzione svoltosi dinanzi alla Corte d'assise d'appello di Messina, restavano quindi altri 4 anni di detenzione ma Mancuso ha ottenuto il diritto di liberazione anticipata[54][60]. Alcuni giorni dopo un provvedimento del tribunale di Vibo Valentia ha disposto la sorveglianza speciale per il boss con l'obbligo di dimora nel paese di residenza e il divieto di uscire dalla propria abitazione nelle ore notturne[54][60].
- Il 7 novembre 2012 da una inchiesta della DDA di Catanzaro emerge il presunto coinvolgimento della cosca per i lavori di ricostruzione dopo il terremoto in Abruzzo e la messa in opera a Roma della rete di fibre ottiche per internet e del coinvolgimento con Paolo Coraci fondatore di una loggia massonica che avrebbe chiesto il sostegno elettorale per D'Ambrosio in cambio di appalti nel Lazio, Lombardia e Veneto[61].
- gennaio 2013: due sostituti procuratori della Dda di Catanzaro e un giudice del tribunale di Vibo Valentia sono accusati dalla procura di Salerno per avere dato informazioni coperte da segreto a un avvocato legato alla cosca dei Mancuso[62].
- Il 7 marzo 2013 si conclude l'operazione di Polizia di Stato, con la Squadra Mobile di Catanzaro, il ROS dei Carabinieri e il GICO della Guardia di Finanza di Catanzaro e Trieste che porta all'arresto di 24 presunti affiliati ai Mancuso tra cui anche imprenditori e il presunto boss Pantaleone, detto Luni, Mancuso che attraverso le intercettazioni espone il suo pensiero su cosa sia stata ed è la 'ndrangheta e dei suoi rapporti con la massoneria[63].
- Il 9 ottobre 2013, dopo l'arresto di due esponenti dei Mancuso, tra cui il presunto boss Pantaleone, detto Scarpuni, e uno della famiglia Loielo di Gerocarne e il sequestro di una bomba radiocomandata, gli inquirenti ritengono volessero alimentare faide tra famiglie locali per continuare a mantenere il controllo e il potere sulle serre vibonesi[64].
- Il 5 dicembre 2013 il giornale Quotidiano della Calabria pubblica un verbale della Guardia di Finanza di Trieste di marzo 2003 in cui il parroco che fece edificare il santuario a Vibo Valentia dedicato a Natuzza Evolo fu costruito con il calcestruzzo di una ditta suggerita dal capobastone Pantaleone Mancuso detto Vetrinetta e a cui egli non vi si oppose per avere problemi durante i lavori e realizzare la suddetta opera[65].
- Il 18 dicembre 2013 si conclude l'operazione dei Carabinieri Grillo parlante 2 con 8 arresti in Lombardia a presunti affiliati dei Mancuso con l'accusa di estorsione con metodo mafioso[66].
- Il 14 gennaio 2014 si conclude a Milano, l'operazione Tamburo, iniziata nel 2009 che ha portato all'arresto per traffico di droga di 13 persone, presunte affiliate ai Mancuso, Barbaro-Papalia e agli Ursino-Macrì. Gli arrestati erano residenti a Cesano Boscone e Cisliano[67][68].
- Il 12 settembre 2014 viene arrestato a Puerto Iguazú, al confine tra Brasile e Argentina, Pantaleone Mancuso, detto l'ingegnere, ricercato da aprile. Accusato di duplice tentato omicidio e associazione mafiosa[69].
- Il 28 ottobre 2014 si conclude l'operazione Quadrifoglio del ROS dei Carabinieri che porta all'arresto di 13 persone accusate di associazione mafiosa e altri crimini. Le 'ndrine colpite sarebbero i Galati ubicati a Cabiate in Provincia di Como e i Mancuso del locale di Mariano Comense con a capo Salvatore Muscatello (già condannato nel processo Infinito)[70].
- Il 9 luglio 2015 si conclude l'operazione Overting, iniziata nel 2005 che ha portato all'arresto di 44 persone tra cui persone legate ai Mancuso, in collaborazione con un gruppo criminale albanese di Fiano Romano per traffico internazionale di cocaina. La droga proveniva dal Cile, dal Venezuela e dalla Colombia e grazie anche al broker 'ndranghetista Domenico Trimboli. L'incontro con i narcos per l'accordo sullo scambio avveniva invece in Spagna. In Calabria, a Spilinga c'era la raffineria per recuperare la cocaina liquida in partite di vestiti o allo stato solido in piastrelle per pavimenti[71][72][73].
- Il 27 ottobre 2015 si conclude l'operazione Hydra della Guardia di Finanza, tra cui presunti esponenti legati ai Mancuso accusati di riciclaggio e in particolare l'imprenditore Ferruccio Bevilacqua, accusato di usura, tra gli indagati e presunti prestanomi anche l'ex Idv della Regione Lazio Vincenzo Maruccio[74].
- Il 20 aprile 2016 si conclude l'operazione Costa pulita di Polizia di Stato, Carabinieri e Guardia di Finanza, contro i Mancuso e in particolare la figura del boss Pantaleone Mancuso e le 'ndrine Accorinti, La Rosa e Grande che gestivano con soldi illegali anche i traghetti turistici per le isole Eolie. C'è stato un sequestro di beni di 70 milioni di euro. Gli Accorinti a Briatico avrebbero poi influenzato la tradizionale festa religiosa del paese che si svolge ogni 16 luglio della Madonna del Monte Carmelo. Viene infine accusato di corcorso esterno in associazione mafiosa Andrea Niglia, presidente della Provincia di Vibo Valentia e sindaco di Briatico[75].
- Il 25 gennaio 2017 si conclude l'operazione Stammer che chiede l'arresto di 54 persone e di cui 42 effettivamente arrestate, accusate a vario titolo di associazione a delinquere e traffico internazionale di sostanze stupefacenti, tra cui presunti affiliati dei Mancuso di Limbadi, dei Fiarè di San Gregorio d'Ippona, dei Pititto-Prostamo-Iannello di Mileto e un gruppo di San Calogero, con il sequestro del più grande carico, 8 tonnellate di cocaina, mai eseguito in Italia. La droga partiva dalla Colombia, per poi giungere nei porti di Gioia Tauro, Genova e Napoli, attraverso la Spagna e i Paesi Bassi, per essere redistribuita in ben 15 regioni d'Italia, tra cui anche Sicilia e Campania dove le locali organizzazioni pare avrebbero provveduto allo spaccio, ma veniva distribuita anche nel Regno Unito[76][77].
- Il 2 febbraio 2017 vengono arrestate 9 persone, tra cui l'ex assessore regionale Nazzareno Salerno, un ex dirigente regionale, l'ex presidente di Calabria Etica, l'ex AD di Cooperfin spa e due presunti affiliati ai Mancuso accusati di avere ottenuto illecitamente fondi dell'Unione europea con le seguenti accuse: turbativa d'asta, minaccia ed estorsione aggravata dal metodo mafioso, corruzione, peculato e abuso d'ufficio[78].
- 1º marzo 2018: operazione Stammer 2 - Melina[79][80][81][82].
- Il 9 aprile 2018 viene ucciso in contrada Cervolaro a Limbadi Matteo Vinci con una bomba esplosa nella sua Ford Fiesta. Secondo le primissime fonti, non confermate, l'omicidio potrebbe risalire a una richiesta di acquisto di un terreno nei confronti di Francesco, padre del defunto da parte di Sara Mancuso sorella di Giuseppe, Francesco, Pantaleone e Diego Mancuso[83].
- Il 12 luglio 2018 si conclude l'operazione Via col vento che porta all'arresto di tredici persone presunte sodali delle 'ndrine Paviglianiti, Mancuso, Anello e Trapasso che volevano infiltrarsi negli appalti di costruzione dei parchi eolici delle province di Reggio Calabria, Crotone, Vibo Valentia e Catanzaro e accusate a vario titolo di associazione mafiosa, estorsione e illecita concorrenza[84][85]. Tra gli arrestati anche il sindaco di Cortale (CZ)[84].
- Il 21 luglio 2018 con l'operazione Giardini segreti condotta dalla DDA vengono arrestate 21 persone facenti capo a Giuseppe De Certo, genero del boss Pantaleone Mancuso detto l’ingegnere ed Emanuele Mancuso, quest'ultimo ora pentito, figlio di Pantaleone Mancuso, in quanto accusati di gestire la coltivazione e il traffico di marijuana e cocaina nel vibonese e in tutto il territorio nazionale. Controllavano il territorio con droni di ultima generazione[86].
- Il 29 gennaio 2019 si conclude l'operazione Ossessione che porta all'arresto di 25 persone, tra cui presunti esponenti dei Mancuso in sodalizio con criminali albanesi (Elisabeta Kotja), marocchini e narcos colombiani, venezuelani (Clara Ines Garcia Rebolledo) e dominicani per un traffico internazionale di droga tra cui cocaina e hashish albanese e marocchina e con il criminale Giuseppe Campisi insieme ai Mazzaferro per l'hinterland di Milano e Carlo Cuccia e Ivo Menotta come custodi delle armi a Tradate[87].
- 12 aprile 2019: operazione Errore fatale contro i Mancuso[88][89][90][91][92].
- Il 12 aprile 2019 vengono arrestati e accusati di omicidio Cosmo Mancuso, presunto capo di uno dei rami della famiglia, Giuseppe Accorinti, Antonio Prenesti, detto Yò Yò, e Domenico Polito.[93][94]
- Il 19 dicembre 2019 si conclude l'operazione Rinascita-Scott iniziata nel 2016 che porta all'arresto di 334 persone in tutta Italia (alcune in Germania, Svizzera e Bulgaria) ma soprattutto della Provincia di Vibo Valentia e di capi e affiliati dei Mancuso, tra cui anche Luigi Mancuso, nonché esponenti politici quali Giancarlo Pittelli (ex di Forza Italia), Gianluca Callipo, sindaco di Pizzo e presidente dell'ANCI in Calabria, legali tra cui colui che difende Giuseppe Zinnà indagato per riciclaggio dopo essere stato trovato al confine svizzero-italiano il 4 dicembre con un assegno da cento milioni di euro[95], Filippo Nesci, dirigente dell'urbanistica di Vibo Valentia, Danilo Tripodi impiegato al tribunale di Vibo Valentia, l'imprenditore edile Prestia, il ristoratore Ferrante, ed esponenti della massoneria[96][97][98][99][100].

### 2020 - Operazione Anteo
- 17 maggio 2021: operazione Anteo contro i Giorgi, i Mancuso, i Soriano, gli Iozzo-Chiefari e i Sia-Procopio[101][102][103][104].

## Esponenti di spicco
Albero genealogico della famiglia:
|                                           |                                           |                                        |                                    |                                    |                                |                                |                                 |                                    |                                    |                                         |                                         |                      |                      |                                              |                                              |                                                        |                                                        |                                        |                                        |                                      |                                      |                                                                    |                                                                    |                                         |                                         |                                    |                                    |                                          |                                              |                                              |                                    |                        |                                 |                                 |                                                            |                                                            |                                    |                                    |                                                                               |                                                                               |
|                                           |                                           |                                        |                                    |                                    |                                |                                |                                 |                                    |                                    |                                         |                                         |                      |                      |                                              |                                              |                                                        |                                                        |                                        |                                        |                                      |                                      |                                                                    | Giuseppe Mancuso "Don Peppe" (1902)                                |                                         |                                         |                                    |                                    |                                          |                                              |                                              |                                    |                        |                                 |                                 |                                                            |                                                            |                                    |                                    |                                                                               |                                                                               |
|                                           |                                           |                                        |                                    |                                    |                                |                                |                                 |                                    |                                    |                                         |                                         |                      |                      |                                              |                                              |                                                        |                                                        |                                        |                                        |                                      |                                      |                                                                    |                                                                    |                                         |                                         |                                    |                                    |                                          |                                              |                                              |                                    |                        |                                 |                                 |                                                            |                                                            |                                    |                                    |                                                                               |                                                                               |
|                                           |                                           |                                        |                                    |                                    |                                |                                |                                 |                                    |                                    |                                         |                                         |                      |                      |                                              |                                              |                                                        |                                                        |                                        |                                        |                                      |                                      |                                                                    |                                                                    |                                         |                                         |                                    |                                    |                                          |                                              |                                              |                                    |                        |                                 |                                 |                                                            |                                                            |                                    |                                    |                                                                               |                                                                               |
|                                           |                                           |                                        |                                    |                                    |                                |                                |                                 | Domenico Mancuso "Don Mico" (1927) | Domenico Mancuso "Don Mico" (1927) |                                         |                                         |                      |                      |                                              |                                              |                                                        |                                                        |                                        |                                        |                                      |                                      | Francesco Mancuso "Don Ciccio" (1929 - 1997) Fu sindaco di Limbadi | Francesco Mancuso "Don Ciccio" (1929 - 1997) Fu sindaco di Limbadi |                                         |                                         |                                    |                                    |                                          | Salvatore Mancuso "Don Turi" (1936)          | Salvatore Mancuso "Don Turi" (1936)          | Antonio Mancuso (1938)             | Antonio Mancuso (1938) | Giovanni Mancuso "Billy" (1941) | Giovanni Mancuso "Billy" (1941) | Pantaleone Mancuso "Don Luni" o "Vetrinetta" (1947 - 2015) | Pantaleone Mancuso "Don Luni" o "Vetrinetta" (1947 - 2015) | Cosmo Mancuso "Zio Michele" (1949) | Cosmo Mancuso "Zio Michele" (1949) | Luigi Mancuso "Zio Luigi" o "U Signurino" (1954) Arrestato in Rinascita-Scott | Luigi Mancuso "Zio Luigi" o "U Signurino" (1954) Arrestato in Rinascita-Scott |
|                                           |                                           |                                        |                                    |                                    |                                |                                |                                 |                                    |                                    |                                         |                                         |                      |                      |                                              |                                              |                                                        |                                                        |                                        |                                        |                                      |                                      |                                                                    |                                                                    |                                         |                                         |                                    |                                    |                                          |                                              |                                              |                                    |                        |                                 |                                 |                                                            |                                                            |                                    |                                    |                                                                               |                                                                               |
|                                           |                                           |                                        |                                    |                                    |                                |                                |                                 |                                    |                                    |                                         |                                         |                      |                      |                                              |                                              |                                                        |                                                        |                                        |                                        |                                      |                                      |                                                                    |                                                                    |                                         |                                         |                                    |                                    |                                          |                                              |                                              |                                    |                        |                                 |                                 |                                                            |                                                            |                                    |                                    |                                                                               |                                                                               |
| Giuseppe Mancuso "Peppe Mbrogghja" (1949) | Giuseppe Mancuso "Peppe Mbrogghja" (1949) | Mancuso "U mattu" ()                   | Mancuso "U mattu" ()               |                                    |                                | Diego Mancuso "Mazzola" (1953) | Diego Mancuso "Mazzola" (1953)  | Francesco Mancuso "Tabacco" (1957) | Francesco Mancuso "Tabacco" (1957) | Pantaleone Mancuso "L'ingegnere" (1961) | Pantaleone Mancuso "L'ingegnere" (1961) | Mancuso "U zoppu" () | Mancuso "U zoppu" () | Antonio Mancuso "Zio Ntoni" "U Mattu" (1951) | Antonio Mancuso "Zio Ntoni" "U Mattu" (1951) | Salvatore Mancuso "Zio Turi" o "U Zoppu" (1972 - 2018) | Salvatore Mancuso "Zio Turi" o "U Zoppu" (1972 - 2018) | Giuseppe Mancuso "Pino Bandera" (1960) | Giuseppe Mancuso "Pino Bandera" (1960) | Pantaleone Mancuso "Scarpuni" (1961) | Pantaleone Mancuso "Scarpuni" (1961) | Francesco Mancuso "Bandera" e "Ciccio U Biondu" (1971)             | Francesco Mancuso "Bandera" e "Ciccio U Biondu" (1971)             | Domenico Mancuso "Mimmo Bandera" (1974) | Domenico Mancuso "Mimmo Bandera" (1974) | Luigi Mancuso                      | Luigi Mancuso                      |                                          | Salvatore Mancuso "U Turi" (1967) A Giussano | Salvatore Mancuso "U Turi" (1967) A Giussano |                                    |                        |                                 |                                 |                                                            |                                                            |                                    |                                    |                                                                               |                                                                               |
|                                           |                                           |                                        |                                    |                                    |                                |                                |                                 |                                    |                                    |                                         |                                         |                      |                      |                                              |                                              |                                                        |                                                        |                                        |                                        |                                      |                                      |                                                                    |                                                                    |                                         |                                         |                                    |                                    |                                          |                                              |                                              |                                    |                        |                                 |                                 |                                                            |                                                            |                                    |                                    |                                                                               |                                                                               |
|                                           |                                           |                                        |                                    |                                    |                                |                                |                                 |                                    |                                    |                                         |                                         |                      |                      |                                              |                                              |                                                        |                                                        |                                        |                                        |                                      |                                      |                                                                    |                                                                    |                                         |                                         |                                    |                                    |                                          |                                              |                                              |                                    |                        |                                 |                                 |                                                            |                                                            |                                    |                                    |                                                                               |                                                                               |
|                                           | Domenico Mancuso "Mico U Russu" (1979)    | Domenico Mancuso "Mico U Russu" (1979) | Mariano Mancuso "U Marianu" (1980) | Mariano Mancuso "U Marianu" (1980) | Mariano Mancuso "Mimmo" (1978) | Mariano Mancuso "Mimmo" (1978) | Giuseppe Mancuso "Peppe" (1989) | Giuseppe Mancuso "Peppe" (1989)    |                                    |                                         |                                         |                      |                      |                                              |                                              |                                                        |                                                        |                                        |                                        |                                      |                                      |                                                                    |                                                                    |                                         |                                         | Giuseppe Mancuso "Pinareru" (1978) | Giuseppe Mancuso "Pinareru" (1978) | Domenico Mancuso "Mico" o "Nihii" (1974) | Domenico Mancuso "Mico" o "Nihii" (1974)     | Antonio Mancuso "Ntonareru" (1983)           | Antonio Mancuso "Ntonareru" (1983) |                        |                                 |                                 |                                                            |                                                            |                                    |                                    |                                                                               |                                                                               |

- Giuseppe Mancuso, detto "Don Peppe" (1902 - ?). Padre degli 11 figli[105], tra cui uno di loro prese il potere tra gli anni '60 e '70.
- Domenico Mancuso[105], detto "Don Mico" (1927 - ?). Figlio di "Don Peppe" e padre di: Mbrogghja, U Mattu, Mazzola, Tabacco, L'ingegnere, U Zoppu e Zia Sara Mancuso.
- Francesco Mancuso, detto "Don Ciccio" (1929 - 1997) (capubastuni). Morto nel 1997. Nel 1983 fu sindaco del comune di Limbadi[18][22].
- Salvatore Mancuso, detto "U Turi" (1967). Figlio di "Don Ciccio", domina una fitta tela di estorsioni, furti, ricettazioni, traffico di droga e armi a Giussano (MI).
- Salvatore Mancuso, detto "Turi" (1936 - ?). Figlio di "Don Peppe" (1902) e padre di: Pino Bandera, Luni Scarpuni, Ciccio U Biondu, Mimmo e Immacolata Mancuso.
- Giuseppe Mancuso, detto "Pino Bandera" (1960). Figlio di "Don Turi" (1936), è esponente di vertice dell'omonima cosca egemone in provincia di Vibo Valentia. Lascia il carcere per passare ai domiciliari a settembre del 2022.
- Pantaleone Mancuso, detto "Scarpuni" (1961). Figlio di "Don Turi" (capo dell'ala armata), detenuto nel carcere di Nuoro e sottoposto al regime carcerario dell'articolo 41-bis.
- Francesco Mancuso, detto (Bandera) "Ciccio U Biondu" (1971). Figlio di "Don Turi" (1936), è residente a Nicotera Marina (VV). È agli arresti con diversi precedenti penali.
- Domenico Mancuso, detto "Mimmo Bandera" (1974). Figlio di "Don Turi" (1936), è residente a Limbadi (VV). Ex marito di Ewelina Pytlarz (collaboratrice di giustizia).
- Antonio Mancuso, detto "Zio Ntoni" (1938). Figlio di "Don Peppe" (1902). Residente a Nicotera (VV), è ritenuto uno dei capi carismatici della cosca[106].
- Giovanni Mancuso, detto (Zio Giovanni) "Billy" (1941). Figlio di Giuseppe Mancuso, detto "Don Peppe" (1902). Residente a Limbadi (VV) è una figura carismatica della famiglia Mancuso.
- Marco Mancuso, detto "Marcu" (1972). Figlio di Giovanni Mancuso, detto "Billy", è residente a Pizzo (VV). È agli arresti per rissa aggravata negli anni '90.
- Pantaleone Mancuso, detto "Don Luni" o "Vetrinetta" (1947 - 2015). Figlio di "Don Peppe" (1902), "Capo cosca" associato alla massoneria[107][108][109].
- Giuseppe Mancuso, detto "Pinareru" (1978). Figlio di Pantaleone Mancuso, detto "Vetrinetta" (1947), è residente a Limbadi (VV). È agli arresti per via dell'operazione "Black Money".
- Cosmo Mancuso, detto "Zio Michele" (1949). Figlio di "Don Peppe" (1902), è residente a Limbadi (VV). È a capo di una delle 3 ramificazioni in cui si è scissa la famiglia Mancuso. Viene arrestato il 12 aprile 2019.[93][94]
- Luigi Mancuso, detto (Zio Luigi) "U Signurino" (1954). È il numero uno in assoluto della «Locale di Limbadi» tra i boss più potenti (su scala nazionale e internazionale). Arrestato nel giugno 1993 è stato scarcerato nel luglio 2012 con 11 anni di anticipo[54][110]. Viene nuovamente arrestato il 19 dicembre 2019 nell'operazione Rinascita-Scott in cui si scopre che dal 2012 stava ricompattando la sua famiglia e lavorava per fare da paciere su tutta l'area vibonese[97][98][99][100]. L'affiliato Giovanni Giamborino, intercettato parla di lui come: "A Luigi non c'è bisogno che chiediate chi c'è a Nicotera, a Reggio o questo o altro. Lui ha il tetto del mondo: se c'è qualcuno è sempre lui il più alto di tutti"[17]. Secondo il pentito Cosimo Virgiglio Luigi Mancuso viene anche definito "uno dei tre punti della stella" di cui farebbero parte anche Giuseppe, detto Pino, Piromalli e Antonino, detto Testuni, Pesce[17]. Sembrerebbe anche che dal 2014 al 2017 Luigi Mancuso abbia avuto un ruolo di vertice nel mandamento tirrenico[17]. Nel 2021 durante il processo Rinascita-Scott ancora in corso sta emergendo come Luigi avesse il ruolo di Capo-Crimine riconosciuto dai Pelle-Gambazza di San Luca. Prima questo ruolo era di Antonio Mancuso, suo fratello[111].
- Giuseppe Mancuso, detto Zio Peppe o "Mbrogghja"[105] (1949). Figlio di "Don Mico"[105] (1927), al vertice dei Mancuso faceva le veci di Luigi quando quest'ultimo era in carcere[17]. Viene arrestato nell'aprile del 1997[112] e condannato all'ergastolo. Rilasciato nel novembre del 2021.
- Domenico Mancuso, detto (Mico) "Nihii" (1974). Figlio di Giuseppe Mancuso, detto "Mbrogghja", è residente a Nicotera (VV). Nell'ambito del processo "Impeto" è stato scarcerato e sottoposto a perizia psichiatrica.
- Antonio Mancuso, detto "Ntonareru" (1983). Figlio di Giuseppe Mancuso, detto "Mbrogghja", è residente a Limbadi (VV). È agli arresti a seguito delle intercettazioni in carcere.
- Antonio Mancuso, detto (Zio Ntoni) "U Mattu" (1951). Figlio di "Don Mico" (1927), fu rinchiuso nell'OPG di Barcellona per rapina e scontro a fuoco con la polizia.
- Diego Mancuso, detto (Zio Diego) "Mazzola" (1953). Figlio di "Don Mico" (1927), è residente a Limbadi (VV). Boss dell'omonima cosca della 'ndrangheta, è stato arrestato nel gennaio del 1999.
- Domenico Mancuso, detto (The Red) "Mico U Russu" (1979). Figlio del boss Diego Mancuso, detto "Mazzola", è residente a Nicotera (VV). È stato arrestato più volte per estorsioni aggravate.
- Mariano Mancuso, detto "U Marianu" (1980). Figlio del boss Diego Mancuso, detto "Mazzola", è residente a Nicotera (VV). È stato accusato di detenzione illegale di armi.
- Francesco Mancuso, detto Zio Ciccio o "Tabacco" (1957). Figlio di "Don Mico" (1927), è residente a Nicotera (VV). È a capo di una delle 3 ramificazioni in cui si è scissa la famiglia Mancuso.
- Domenico Mancuso, detto "Mimmo" (1978). Figlio di Francesco Mancuso, detto "Tabacco", è residente a Nicotera (VV). È agli arresti in seguito all'operazione Caorsa per usura.
- Pantaleone Mancuso, detto Zio Luni o "L'ingegnere" (1961). Figlio di "Don Mico" (1927), è residente a Nicotera (VV). È boss dell'omonimo clan di Limbadi. È stato arrestato in latitanza a Puerto Iguazú nell'agosto 2014 con l'accusa di associazione mafiosa e duplice tentato omicidio[69].
- Giuseppe Mancuso, detto "Peppe" (1989). Figlio del boss Pantaleone Mancuso, detto "L'ingegnere", è residente a Nicotera (VV). È stato arrestato nel 2012 accusato di sequestro di persona aggravato, duplice tentato omicidio e traffico di droga.
- Salvatore Mancuso, detto Zio Turi o "U Zoppu" (1972 - 2018). Figlio di "Don Mico" (1927), è residente a Limbadi (VV). È stato arrestato per resistenza e minaccia a pubblico ufficiale; già noto alle forze dell'ordine con diversi precedenti penali[113][114].
- Sabatino Di Grillo, detto "Tino" (1975). Figlio di Rosaria Mancuso. È stato arrestato per associazione mafiosa, estorsioni, riciclaggio e sequestro di persona.

## Media
- 6 novembre 2018 - Le Iene - 4 servizi ("'Ndrangheta, quando i boss, tuoi vicini, ti uccidono un figlio" del 6 novembre 2018[115], "Quando i vicini ti ammazzano il figlio - MATTEO VINCI ..." dell'11 giugno 2019[116], "Aggiornamenti Pecoraro autobomba" del 3 novembre 2020 incentrati sull'omicidio di Matteo Vinci del 9 aprile 2018 in località Cervolaro[117]
- 21 marzo 2023 - "Il clan Mancuso dalla Genesi al nuovo millennio" episodio del format di LaC "Mammasantissima processo alla 'ndrangheta"[118]
- 24 luglio 2023 - Cose nostre - Episodio "Male Nostrum" - Descrive la storia dell'imprenditore Vincenzo Ceravolo minacciato da Luni Mancuso[119]